# 秋山清仁
秋山 清仁 (あきやま きよひと、1994年11月19日 - ) は、東京都出身の陸上競技選手。順天高校・日本体育大学を経て、2018年から愛知製鋼に所属している。日本体育大学在学中の2016・2017年には、箱根駅伝の6区に出場したところ、2年連続で区間記録（いずれも当時）を樹立していた。

## 人物
2016年・2017年の箱根駅伝では、6区の区間記録（いずれも当時）を樹立したことによって、大会全体の最優秀選手に相当する「金栗四三杯」を受賞した。6区の区間記録を2年連続で達成した選手は、秋山が史上6人目である。
箱根駅伝の6区は、スタート地点（芦ノ湖の湖畔）から下り坂が延々と続くことに加えて、半径の小さなカーブがコースの随所に存在する。本人が2017年の第93回大会で語ったところによれば、
「（6区で）下り（道）を走ることが、なぜか一番楽しい。技術以前に精神的なもので、気持ちが高ぶって元気になれる」とのことで、日本体育大学への入学前に順天高校の陸上競技部で指導を受けた監督からも「下りに向いている」と言われていたという。なお、2017年には6区を58分1秒で駆け抜けていたが、6区の区間記録は2019年（2018年度）の第95回大会で小野田勇次（青山学院大学から出場）に更新された（小野田のタイムは57分57秒）。
その一方で、日本体育大学2年時の2014年に、北海道マラソンでフルマラソンにデビュー。愛知製鋼の陸上競技部へ入部した2019年からは、ロードレースへの適性の高さを渡邉聡監督に見込まれていることを背景に、フルマラソンへ本格的に取り組んでいる。自身にとって通算3度目のフルマラソンであった2022年の福岡国際マラソンでは、一般扱いでの参加ながら、日本人選手内の最上位（7位）で完走。ゴールタイムは2時間8分43秒で、この年から日本人最上位の完走者に贈られる「金栗四三賞」をいち早く受賞している。

## 記録
- 10,000メートル - 28分38秒52（2024年、日本体育大学長距離競技会）[9]
- ハーフマラソン - 1時間01分23秒（2022年、大阪ハーフマラソン）[10]
- マラソン - 2時間08分43秒（2022年、福岡国際マラソン）[2]
- 箱根駅伝6区（箱根町 - 小田原間[11]）
  - 第91回大会（2015年）59分29秒、区間4位
  - 第92回大会（2016年）58分09秒、区間賞（区間新記録）[5]
  - 第93回大会（2017年）58分01秒、区間賞（区間新記録）[6]